# Tsukuba Express
La  Tsukuba Express (つくばエクスプレス線?, Tsukuba Ekusupuresu-sen) gestita dalla Metropolitan Intercity Railway Company è una linea ferroviaria intercity a scartamento ridotto che collega Tokyo dalla sua stazione di Akihabara alla città universitaria di Tsukuba nella prefettura di Ibaraki in Giappone.

## Caratteristiche
La linea ha una velocità massima di 130 km/h e ha permesso di ridurre i tempi di percorrenza fra Tokyo e Tsukuba dai 90 minuti precedentemente richiesti dalla JR East o dai 70 minuti del bus a soli 45 minuti. Partendo dalla stazione centrale di Tokyo ed effettuando un cambio sono necessari dai 50 ai 55 minuti. La linea è priva di passaggi a livello e la guida è semiautomatica. Per evitare interferenze coi laboratori dell'Agenzia Meteorologica Giapponese di Yasato, nei pressi di questa l'elettrificazione è in corrente alternata. Per questo motivo sulla linea circolano due tipologie di treno: la serie TX-1000 a corrente continua è limitata a Moriya, mentre la serie TX-2000 è politensione e può percorrere l'intera linea.

## Storia
Inizialmente la linea doveva chiamarsi Nuova linea Jōban al fine di decongestionare la linea Jōban della JR East che aveva raggiunto il limite di capacità. Tuttavia a causa della debolezza economica del Giappone degli ultimi anni il progetto non è andato in porto completamente e, ad esempio, il terminal di Tokyo è stato realizzato ad Akihabara anziché a Tokyo per gli alti costi dei lavori. D'altro canto il governo di Ibaraki spinse nell'estendere la linea da Moriya a Tsukuba già dalla prima fase di costruzione. I progetti iniziali vedevano la linea pronta nel 2000, ma l'apertura avvenne solo nel 2005.

## Servizi e stazioni
● L: Locale (普通?, Futsū)
● S: Semi-Rapido (区間快速?, Kukan kaisoku)
● R: Rapido (快速?, Kaisoku)

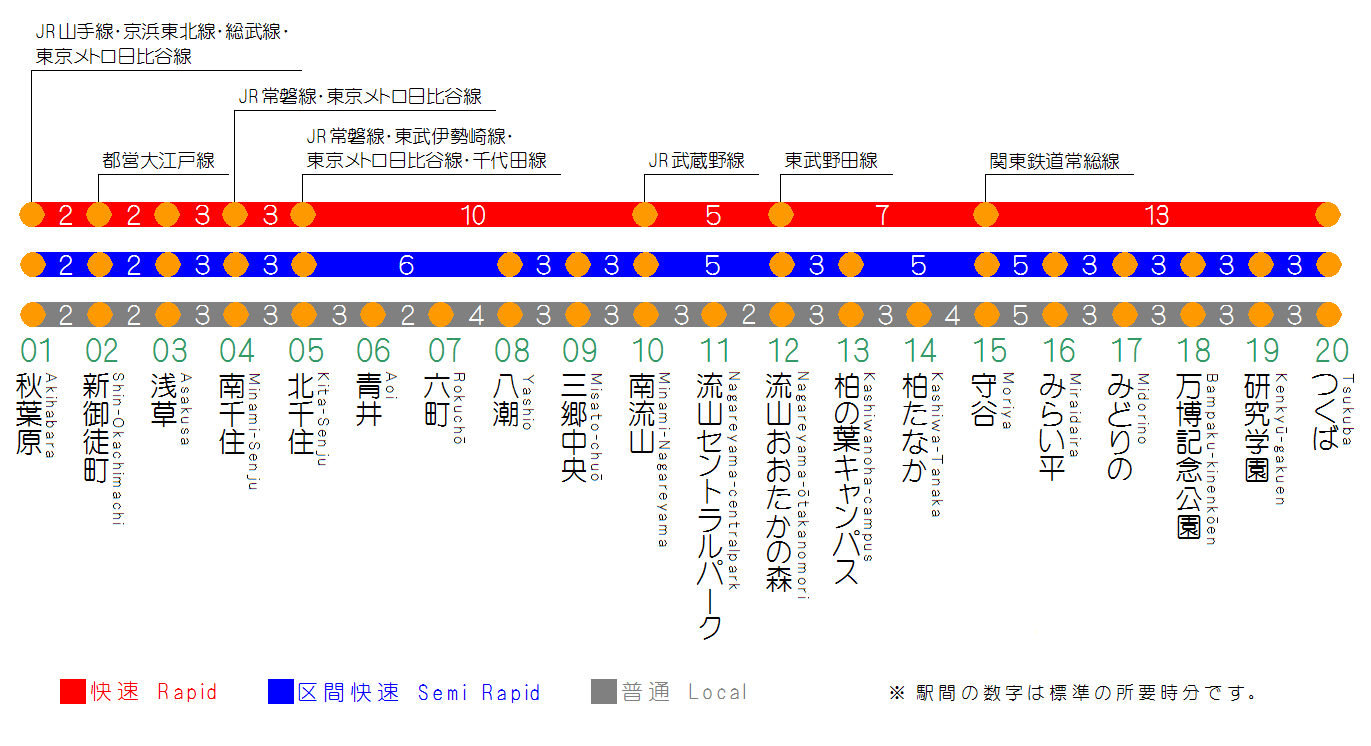
Diagramma della linea

Tutti i treni fermano alle stazioni indicate con "●" e saltano quelle indicate da "-". Alcuni treni locali fermano a "▲".
| Num. | Nome stazione          | Distanza (km) | Elettrif. | L | S | R | Collegamenti                                                                                    | Posizione    | Posizione           |
| ---- | ---------------------- | ------------- | --------- | - | - | - | ----------------------------------------------------------------------------------------------- | ------------ | ------------------- |
| 01   | Akihabara              | 0.0           | DC        | ● | ● | ● | ■ Linea Chūō-Sōbu ■ Linea Keihin-Tōhoku ■ Linea Yamanote Tokyo Metro Linea Hibiya (H-15)        | Chiyoda      | Tokyo               |
| 02   | Shin-Okachimachi       | 1.6           | DC        | ● | ● | ● | Toei Linea Ōedo (E-10)                                                                          | Taitō        | Tokyo               |
| 03   | Asakusa                | 3.1           | DC        | ● | ● | ● |                                                                                                 | Taitō        | Tokyo               |
| 04   | Minami-Senju           | 5.6           | DC        | ● | ● | ● | ■ Linea Jōban (Rapida) Linea Hibiya Line (H-20)                                                 | Arakawa      | Tokyo               |
| 05   | Kita-Senju             | 7.5           | DC        | ● | ● | ● | ■ Linea Jōban (Rapida) ■ Linea Tōbu Isesaki Linea Chiyoda (C-18) Tokyo Metro Hibiya Line (H-21) | Adachi       | Tokyo               |
| 06   | Aoi                    | 10.6          | DC        | ● | - | - |                                                                                                 | Adachi       | Tokyo               |
| 07   | Rokuchō                | 12.0          | DC        | ● | - | - |                                                                                                 | Adachi       | Tokyo               |
| 08   | Yashio                 | 15.6          | DC        | ● | ● | - |                                                                                                 | Yashio       | Saitama             |
| 09   | Misato-chūō            | 19.3          | DC        | ● | ● | - |                                                                                                 | Misato       | Saitama             |
| 10   | Minami-Nagareyama      | 22.1          | DC        | ● | ● | ● | ■ Linea Musashino                                                                               | Nagareyama   | Prefettura di Chiba |
| 11   | Nagareyama-centralpark | 24.3          | DC        | ● | - | - |                                                                                                 | Nagareyama   | Prefettura di Chiba |
| 12   | Nagareyama-ōtakanomori | 26.5          | DC        | ● | ● | ● | ■ Linea Tōbu Noda                                                                               | Nagareyama   | Prefettura di Chiba |
| 13   | Kashiwanoha-campus     | 30.0          | DC        | ● | ● | - |                                                                                                 | Kashiwa      | Prefettura di Chiba |
| 14   | Kashiwa-Tanaka         | 32.0          | DC        | ● | - | - |                                                                                                 | Kashiwa      | Prefettura di Chiba |
| 15   | Moriya                 | 37.7          | DC        | ● | ● | ● | ■ Linea Jōsō                                                                                    | Moriya       | Ibaraki             |
| 16   | Miraidaira             | 44.3          | CA        | ▲ | ● | - |                                                                                                 | Tsukubamirai | Ibaraki             |
| 17   | Midorino               | 48.6          | CA        | ▲ | ● | - |                                                                                                 | Tsukuba      | Ibaraki             |
| 18   | Bampaku-kinenkōen      | 51.8          | CA        | ▲ | ● | - |                                                                                                 | Tsukuba      | Ibaraki             |
| 19   | Kenkyū-gakuen          | 55.6          | CA        | ▲ | ● | - |                                                                                                 | Tsukuba      | Ibaraki             |
| 20   | Tsukuba                | 58.3          | CA        | ▲ | ● | ● |                                                                                                 | Tsukuba      | Ibaraki             |

## Materiale rotabile
- Serie TX-1000 elettrotreno monotensione limitato a Moriya
- Serie TX-2000 elettrotreno politensione